# Alexander Isak
Alexander Isak (født d. 21. september 1999) er en svensk professionel fodboldspiller, som spiller for Premier League-klubben Newcastle United og Sveriges landshold.

## Baggrund
Isak blev født i Solna kommune i Stockholm. Hans forældre kommer fra Eritrea.

## Klubkarriere

### AIK
Isak begyndte hos AIK da han var 6 år gammel. Han fik sin førsteholdsdebut i en Svenska cupen-kamp den 28. februar 2016. Han spillede sin første kamp i Allsvenskan den 7. april 2016, og scorede her sit første mål i ligaen, hvor han dermed blev klubbens yngste målscorer nogensinde.
Isak havde en imponerende debutsæson, og blev kaldt 'den nye Zlatan (Ibrahimovic)' af sin daværende holdkammerat Chinedu Obasi.

### Borussia Dortmund
Isak skiftede til Borussia Dortmund i januar 2017. Prisen blev ikke offentliggjort, men er estimeret til at have været omkring 9 millioner euro, hvilke gjorde det til det dyreste salg i Allsvenskans historie. Han fik sin debut for holdet den 17. marts 2017.

#### Lån til Willem II
Isak blev i januar 2019 lånt til hollandske Willem II, på grund af manglende spilletid i Dortmund. Isak spillede en fænomenal sæson hos Willem II, og scorede 13 mål på bare 16 kampe.

### Real Sociedad
Isak skiftede i sommeren 2019 til spanske Real Sociedad på en fast aftale. Isak havde en god start på tiden i klubben, da han scorede 4 mål i sine første 5 kampe i Spanien. Han var med på holdet da Real Sociedad vandt Copa del Rey-finalen over Athletic Bilbao den 3. april 2021.
Isak scorede sit første hattrick for Sociedad den 21. februar 2021, og blev hermed den første svenske spiller til at score et hattrick i La Liga siden Henry Carlsson i 1949.

### Newcastle United
Isak skiftede i august 2022 til Newcastle United, i en handel som gjorde ham til det dyreste indkøb i klubbens historie.

## Landsholdskarriere

### Ungdomslandshold
Isak har repræsenteret Sverige på flere ungdomsniveauer.

### Seniorlandshold
Isak fik sin landsholdsdebut den 8. januar 2017. Han scorede sit første mål den 12. januar 2017, og blev dermed den yngste målscorer nogensinde for the svenske landshold. Han var del af Sveriges trup til EM 2020.